# Toxorhynchites brunhesi
Toxorhynchites brunhesi is een muggensoort uit de familie van de steekmuggen (Culicidae). De wetenschappelijke naam van de soort is voor het eerst geldig gepubliceerd in 2004 door Ribeiro.